# Bryshon Nellum
Bryshon Nellum, född den 1 maj 1989 i Los Angeles, Kalifornien, är en amerikansk friidrottare inom kortdistanslöpning.
Han ingick i USA:s lag som tog OS-silver på 4 x 400 meter stafett vid friidrottstävlingarna 2012 i London.